# Брейдвуд (Іллінойс)
Брейдвуд (англ. Braidwood) — місто (англ. city) в США, в окрузі Вілл штату Іллінойс. Населення — 6194 особи (2020).

## Географія
Брейдвуд розташований за координатами 41°16′9″ пн. ш. 88°13′13″ зх. д. / 41.26917° пн. ш. 88.22028° зх. д. (41.269126, -88.220273).  За даними Бюро перепису населення США в 2010 році місто мало площу 12,34 км², з яких 11,86 км² — суходіл та 0,48 км² — водойми. В 2017 році площа становила 14,31 км², з яких 13,86 км² — суходіл та 0,45 км² — водойми.

## Демографія
Згідно з переписом 2010 року, у місті мешкала 6191 особа в 2332 домогосподарствах у складі 1695 родин. Густота населення становила 502 особи/км².  Було 2943 помешкання (239/км²).
Расовий склад населення:
| - 96,5 % — білих - 0,5 % — чорних або афроамериканців - 0,5 % — азіатів - 0,2 % — корінних американців - 1,0 % — осіб інших рас |

До двох чи більше рас належало 1,3 %. Частка іспаномовних становила 4,9 % від усіх жителів.
За віковим діапазоном населення розподілялося таким чином: 25,6 % — особи молодші 18 років, 63,4 % — особи у віці 18—64 років, 11,0 % — особи у віці 65 років та старші. Медіана віку мешканця становила 38,7 року. На 100 осіб жіночої статі у місті припадало 104,7 чоловіків;  на 100 жінок у віці від 18 років та старших — 103,3 чоловіків також старших 18 років.
Середній дохід на одне домашнє господарство  становив 66 604 долари США (медіана — 58 313), а середній дохід на одну сім'ю — 73 269 доларів (медіана — 66 898). Медіана доходів становила 60 162 долари для чоловіків та 36 699 доларів для жінок. За межею бідності перебувало 13,2 % осіб, у тому числі 22,8 % дітей у віці до 18 років та 3,3 % осіб у віці 65 років та старших.
Цивільне працевлаштоване населення становило 3012 особи. Основні галузі зайнятості: виробництво — 17,4 %, освіта, охорона здоров'я та соціальна допомога — 17,4 %, транспорт — 13,8 %, роздрібна торгівля — 11,2 %.